# 科柳德农村居民点
科柳德农村居民点（俄语：Колюдовское сельское поселение）是俄罗斯联邦布良斯克州红戈拉区所属的一个农村居民点。其下辖有23个居民点，行政中心为科柳德。据2015年统计，该农村居民点的人口为1009人。